# José Acevedo
José Eduardo Acevedo Herrera (né le 30 mars 1986 à Caracas) est un athlète vénézuélien, spécialiste du sprint et du relais.
Son meilleur temps sur 200 m est de 20 s 58, record national, obtenu à Fayetteville en 2008.
Il est éliminé, sur cette distance, aux Jeux olympiques de Pékin en 2008, dès les séries dans le temps de 21 s 06.